# 波波吉
波波吉（發音：[bó bó dʑí]；直译：「大老爷」），缅甸传统神祇。通常作为守护神的神像供奉在缅寺或宝塔内。通常被描绘成一位几乎与真人大小一样的男性老者，头戴弯檐帽，有时还拄着拐杖。信徒通常会供奉围巾和笼基。缅甸全国各地有许多伯伯吉神社，其中一些神社比其他神社更受尊敬。仰光和勃固之间的瑞娘宾（意为“金榕树”）村伯伯吉神社经常会吸引新车主前来，他们希望在那里得到伯伯吉神灵的保佑。
根据瑞大光塔（仰光大金塔）的传说，释迦牟尼的佛发被送给了两位孟族商人，后来他们又献给了仰光的国王，希望国王能把佛发妥善地供奉在一座宝塔中。因陀罗的化身伯伯吉下凡，用手指着应该建造宝塔的正确位置，也就是仰光大金塔的所在地。
伯伯吉在泰国人中备受尊崇，被称为“贴坦斋”（泰语：เทพทันใจ，意为即刻（实现愿望的）神）。许多人相信，向贴坦斋祈祷、许愿，并让贴坦斋用手指触摸额头，尤其是在仰光的波德堂佛塔，会给他们带来好运。

## 图片

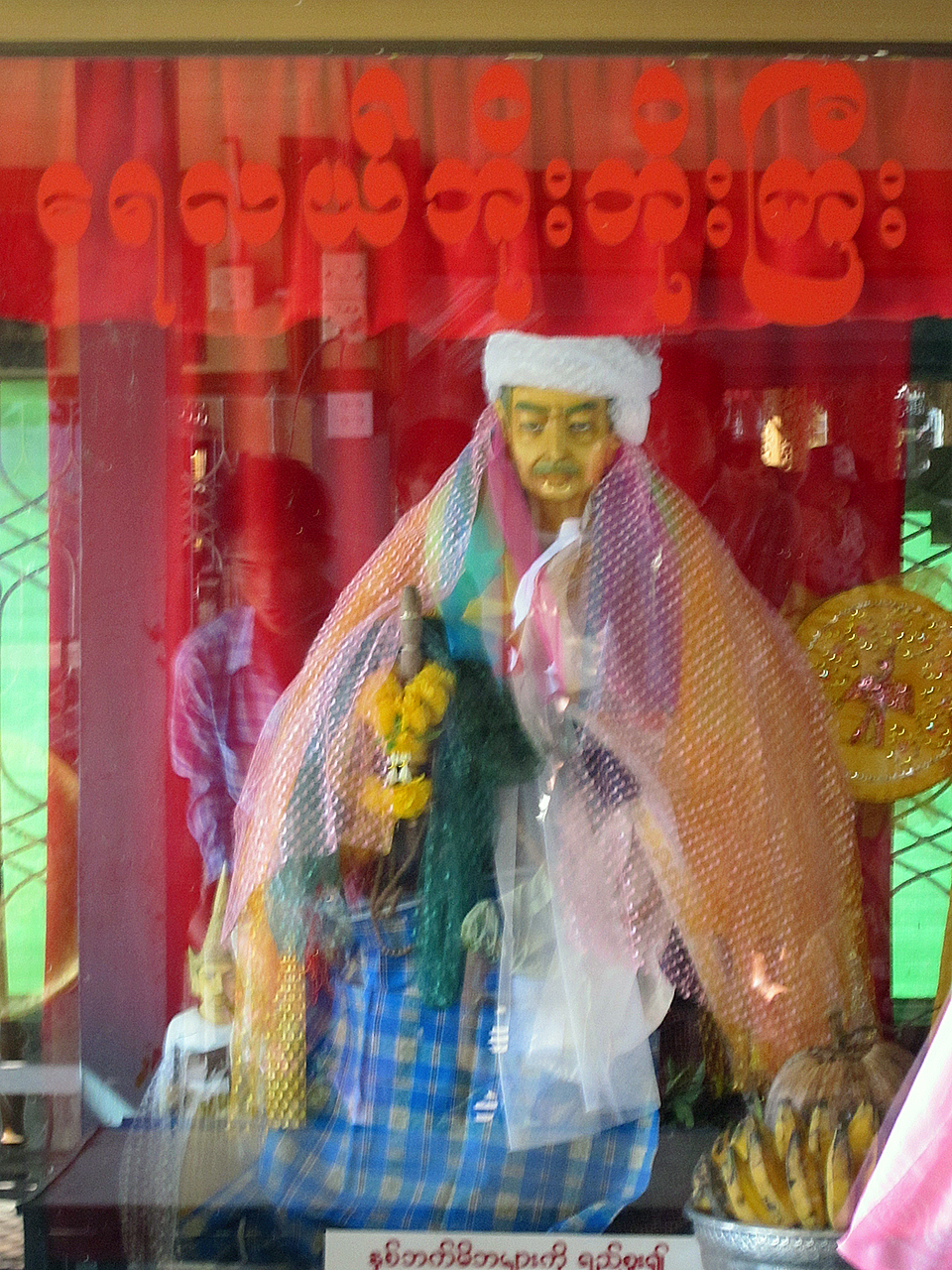
皎丹镇区的伯伯吉神社
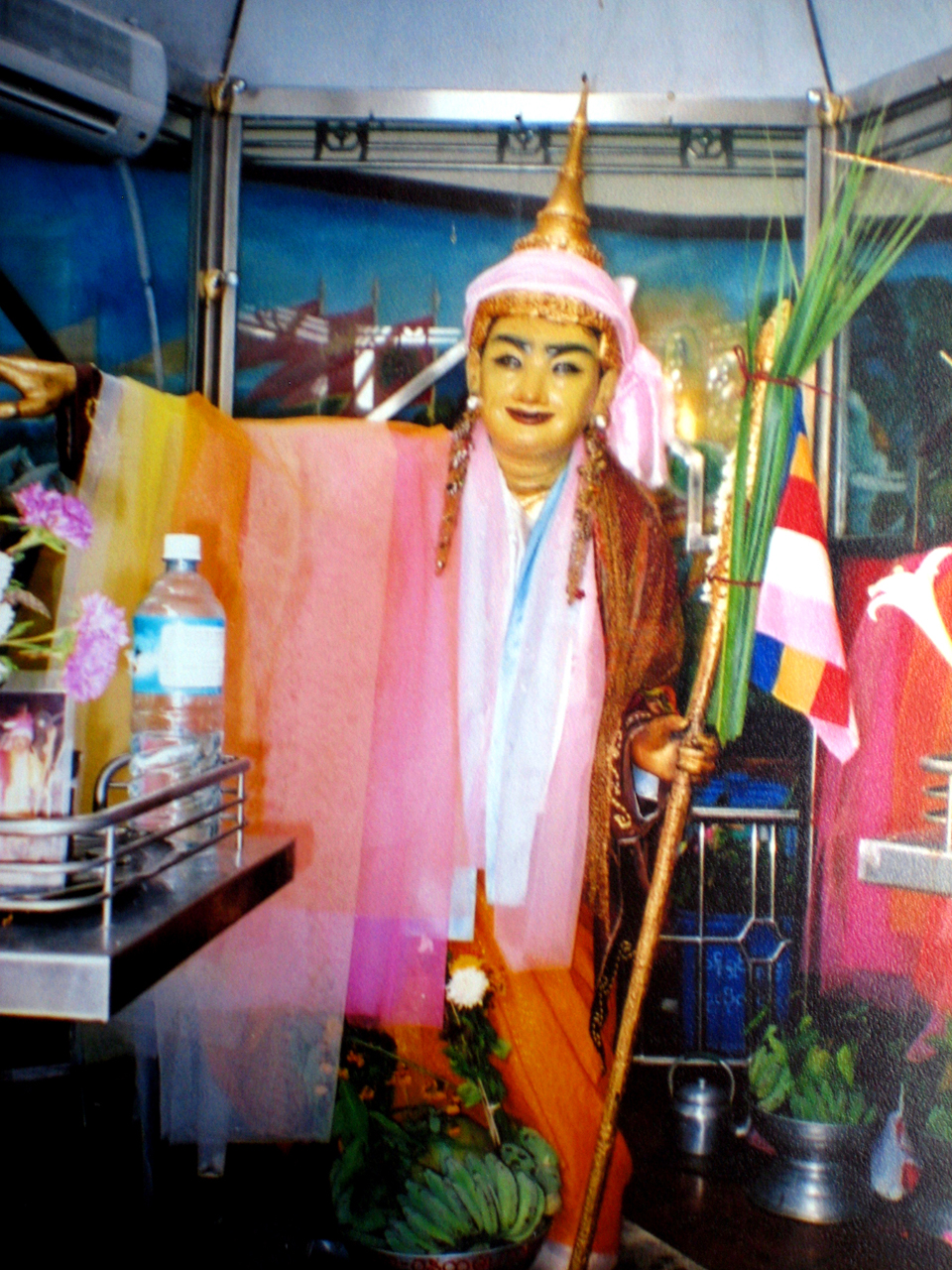
仰光的苏礼塔的伯伯吉神社
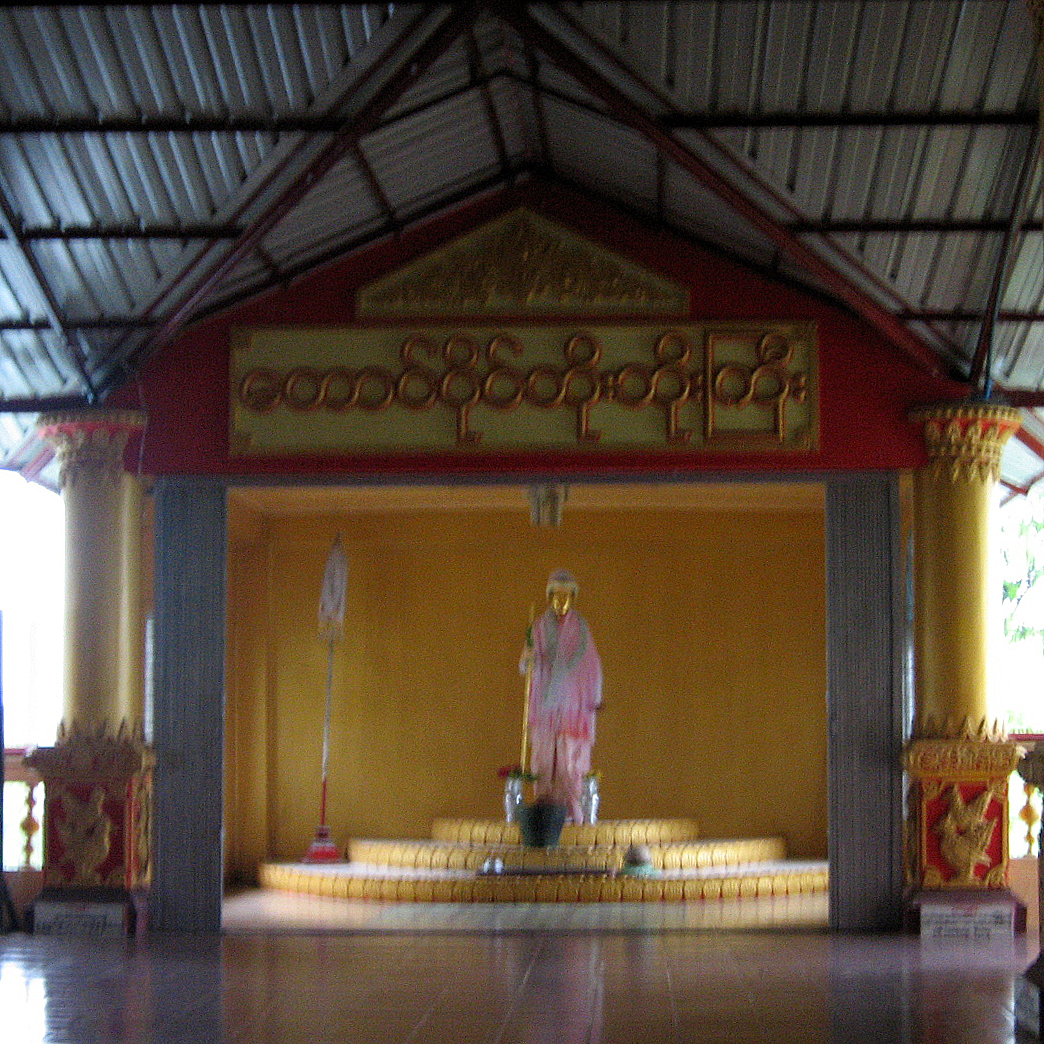
勃固的伯伯吉神社